# 油紙
油紙（あぶらがみ、ゆし）とは、紙の表面に薄く油を引いて乾燥させたもの。防水、耐水、防錆の用途で用いられる素材である。

## 概要
伝統的な油紙は紙を柿渋で揉んで油を浸透させてから天日乾燥させたものである。
江戸時代には雨衣の合羽の材料とされた。油紙自体も「合羽」と称され、生花などを包む花合羽、荷物や荷車に付ける荷合羽、馬車に付ける包み合羽などがあった。
美濃紙の生産で知られる岐阜県では大正初期から昭和20年代まで特産品とされていた。
2000年代の日本においては専門性の高い代替品の登場などにより生産量が減少しており、生産者も美濃紙のメーカーの一部などに限られている。

## 主な用途

### 防水・耐水
油紙には防水性や耐水性があるので、次のような物に用いられる。
- 和傘
- 合羽
- 荷造用の梱包資材
- 医療用（ガーゼの固定など）

江戸時代には促成栽培用の温室にも利用されていた。

### 防錆
釘の保存など金属製の小物が錆びることを防ぐ目的で用いられる。